# Johann Kruesz
Johann Kruesz (* 27. April 1879 in Zillingtal; † 16. April 1960 ebenda) war ein österreichischer Landwirt und Politiker (CS). Kruesz war verheiratet und Abgeordneter zum Burgenländischen Landtag.

## Leben und Wirken
Johann Kruesz wurde am 27. April 1879 als Sohn des Landwirts Paul Kruesz († 12. September 1929) in Zillingtal geboren und wuchs in einer Burgenlandkroatischen Familie auf. Sein Vater war einst Bürgermeister von Zillingtal gewesen und war zudem Ehrenbürger der Gemeinde sowie Ehrenmitglied der Freiwilligen Feuerwehr Zillingtal. Weiters war er Gründungs- und Unterstützungsmitglied des Kameradschaftsvereines in Zillingtal.
Kruesz besuchte die Volksschule und war in der Folge als Landwirt tätig. Kruesz war zwischen 1919 und 1921 sowie zwischen 1925 und 1927 bzw. 1934 und 1938 Bürgermeister von Zillingtal. Er kam als Führungsmitglied der Christlichen kroatischen Bauernpartei (gradijanska hrvatska stranka) 1927 zur Christlichsozialen Partei und war von 1927 bis 1931 sowie von 1936 bis 1938 Kammerrat der Burgenländischen Landwirtschaftskammer. 1937 wurde er zum Ökonomierat ernannt. Kruesz vertrat die Christlichsoziale Partei vom 20. Mai 1927 bis zum 31. Oktober 1934 im Burgenländischen Landtag. Zwischen dem 11. November 1934 und dem 12. März 1938 war er zudem Abgeordneter zum Ständischen Landtag.
Kurz vor Vollendung seines 81. Geburtstages starb Kruesz in seiner Geburts- und Heimatgemeinde Zillingtal.